# 중동소경두더지쥐
중동소경두더지쥐 또는 팔레스타인두더지쥐(Spalax ehrenbergi)는 소경쥐과에 속하는 설치류의 일종이다.

## 특징
중동소경두더지쥐의 몸무게는 100~200g이다. 털은 연한 회색빛을 띠고, 윗 턱에 2개의 큰 이빨과 아랫턱에 2개의 작은 이빨 즉 4개의 날카로운 이빨을 갖고 있다. 수명은 최대 20년이고, 산소가 거의 없는 곳에서도 잘 적응하는 것으로 유명하다.